# 圣安杰洛-达利费
圣安杰洛-达利费（義大利語：Sant'Angelo d'Alife），是意大利卡塞塔省的一个市镇。总面积33平方公里，人口2334人，人口密度70.7人/平方公里（2009年）。ISTAT代码为061086。